# Star Wars: Knights of the Old Republic II: The Sith Lords
Star Wars: Knights of the Old Republic II: The Sith Lords, noto anche con l'acronimo KotOR II, è un videogioco di ruolo del 2004, sviluppato da Obsidian Entertainment e pubblicato da LucasArts per Xbox e PC.
Il 23 luglio 2015 è uscito su steam un corposo aggiornamento che rende il gioco multipiattaforma (Windows, Mac OSX e Linux) ed aggiunge vari miglioramenti (supporto nativo a controller, risoluzione widescreen, ecc).
Il gioco è il seguito di Star Wars: Knights of the Old Republic, considerato un successo dal punto di vista commerciale e apprezzato dai giocatori. Il gioco originale era stato sviluppato da una casa diversa, la BioWare. Secondo i produttori del gioco, il cambio degli sviluppatori è stato effettuato a causa degli impegni che BioWare aveva preso con altri titoli, come Jade Empire e Dragon Age: Origins. BioWare ha consigliato Obsidian come alternativa per lo sviluppo, avendo lavorato con molti dei membri della casa quando ancora esisteva la Black Isle Studios. The Sith Lords è stato costruito usando una versione migliorata del motore grafico impiegato per KotOR, l'Odyssey engine, che Obsidian ha ottenuto in licenza da BioWare.

## Trama
Il gioco è ambientato cinque anni dopo gli eventi trattati nel primo capitolo, in un periodo stabilito attorno al 3.951 BBY. Dopo la fine della guerra civile Jedi, la Repubblica è ormai in profonda crisi, e rischia la disgregazione in quanto in questi ultimi cinque anni, Revan è scomparso con la sua nave nelle Regioni Ignote. I Sith rimasti si sono coalizzati in un'alleanza, il Triumvirato dei Sith, retto da Darth Sion, Darth Nihilus e Darth Traya, che ha mosso guerra privata contro i Jedi assassinando i pochi rimasti, dopo che Darth Nihulus ha distrutto il conclave Jedi su Katarr. L'annientamento dei Jedi sembra essere totale, ma ancora uno sembra vivere, l'Esule Jedi, che è stato esiliato dall'ordine per aver seguito Revan e ha perso la sensibilità alla forza.
L'Esule si risveglia ferito nella Ebon Hawk gravemente danneggiata. I due astrodroidi T3-M4 e 3C-FD riescono a rimettere in funzione la nave e a fare rotta verso la vicina colonia mineraria di Peragus II, dove poter guarire l'Esule dalle ferite. Arrivata però su Peragus, la nave viene forzata da un droide assassino HK-50 che disabilita i due droidi. Tre giorni dopo, l'Esule si risveglia in un serbatoio di bacta guidato dalla voce di Kreia, un'anziana donna misteriosa che agirà come mentore del protagonista, Uscendo dal serbatoio l'Esule si accorge che non si trova sulla nave sulla quale stava viaggiando, e decide di investigare, ma trova la struttura mineraria completamente deserta con il blocco di sicurezza d'emergenza attivato. cercando un modo di aprirsi una strada, l'Esule conosce Kreia, l'anziana donna che gli suggerisce di investigare oltre e di sbrigarsi in quanto chi lo ha attaccato sulla Harbinger tornerà per ucciderlo.
Proseguendo armato di una torcia e una vibrolama, l'Esule si fa strada tra dei droidi minerari impazziti che uccidono tutto quello che si muove, arrivato poi al centro di sorveglianza scopre tramite delle videoregistrazioni che diversi giorni prima quando l'Esule è arrivato dei sabotaggi hanno cominciato a colpire la struttura, con numerosi "incidenti" che diventavano sempre più frequenti. Arrivato al centro di controllo, scopre un bottone che disattiva il segnale dalla centrale controllo droidi, tentativo fatto dall'ufficiale di sicurezza per scoprire chi cercava di usare i droidi per uccidere i minatori, premuto ciò i droidi diventano innocui e le porte della prigione si aprono.
Nello stesso livello, L'Esule scopre Atton Rand, un contrabbandiere, rinchiuso in una prigione di forza per possesso di esplosivi pericolosi e sembra essere l'unico sopravvissuto, Atton quindi racconta all'Esule che lui è stato rinchiuso diversi giorni prima e non sa cosa sia successo, sentendo solo un'esplosione e gli allarmi di sicurezza, così Atton risponde ad altre domande sulla situazione attuale della galassia e della guerra civile Jedi. Qui i giocatori possono scegliere indirettamente, attraverso i dialoghi con Atton, cosa è accaduto a Revan, il suo sesso e la sua scelta finale, tra un Revan che ha salvato la Repubblica o un Darth Revan che ha deciso di uccidere Malak per riprendersi il suo trono, per poi riunire i Sith su Korriban per sconfiggere la Repubblica.
L'Esule propone un patto con Atton di lasciarlo libero in cambio del suo aiuto per scappare dalla struttura mineraria, acconsentendo ad aiutarlo i due si dirigono verso la console principale, dove Atton cerca di sbloccare le porte bloccate manipolando il sistema di comunicazione, ma scopre poi che il protocollo di sicurezza attivato nel deposito carburante impedisce l'apertura di qualsiasi porta e turbo ascensori sono tutti bloccati, capendo che quello è stato fatto intenzionalmente per tenere isolate e intrappolate le persone nella struttura, il sistema di comunicazione interna è online, e l'esule prova a contattare i minatori, non ottenendo risposta dai dormitori, prova a chiamare nell'hangar, dove scopre che T3-M4 si è riattivato e gli ordina dunque di disattivare il protocollo di sicurezza per aprire i turbo ascensori bloccati, riluttante esegue, riuscendo nel suo intento ma viene aggredito da un HK-50 e buttato nel canale di scarico del carburante. 
Intanto, nel livello amministrativo T3-M4 rimuovendo il blocco di sicurezza riesce ad aprire il turbo ascensore per le gallerie minerarie, l'Esule decide di recarsi lì in quanto è l'unico modo per raggiungere l'area di manutenzione e raggiungere il dormitorio della miniera per contattare l'amministratore.
Dopo una serie di avventure, l'Esule scapperà dalla stazione mineraria, cercando un modo per sconfiggere i Sith e riconquistare la Forza dentro di lei.

## Personaggi
Il giocatore controlla l'equipaggio della Ebon Hawk. Il protagonista del gioco è l'Esule Jedi, che può essere scelto tra sei alternative: uomo o donna per le tre classi Jedi disponibili. È possibile personalizzarne il nome, l'aspetto fisico e le caratteristiche di gioco (caratteristiche, abilità, talenti e poteri della forza). A differenza di quanto accadeva nel primo capitolo, il personaggio è uno Jedi sin dall'inizio del gioco anche se non ha poteri fino al primo livello. 
Gli alleati del protagonista comprendono: Kreia, una misteriosa donna anziana cieca che serve da mentore per l'Esule; il pilota ed ex assassino Sith Atton Rand; il tecnico e veterano delle guerre mandaloriane Bao-Dur e il suo droide remoto; il droide da combattimento G0-T0; e l'ex apprendista Sith Visas Marr. I personaggi del precedente capitolo, T3-M4 e Canderous Ordo (ora chiamato "Mandalore"), entrano anch'essi a far parte del team dell'Esule. Altri personaggi si uniscono al giocatore solo se vengono rispettate alcune condizioni. Il droide HK-47 si unisce al gruppo se l'Esule colleziona tutte le parti che lo compongono. In base all'allineamento del giocatore, l'Esule riceve il supporto della cacciatrice di taglie Mira (lato chiaro o neutrale) o del suo rivale, il wookiee Hanharr (lato oscuro). A seconda del sesso del protagonista, infine, a esso si unirà l'adepto Mical (Esule femmina) o Brianna (Esule maschio).
Il gioco presenta tre antagonisti principali: Darth Traya, che rimane nell'ombra per la maggior parte della storia; Darth Sion, un Sith non-morto con una passione per la tortura e l'inflizione del dolore; e Darth Nihilus, un Sith in grado di consumare la forza vitale altrui per sostenere e allungare la propria esistenza.

## Modalità di gioco
KotOR II presenta una tecnologia più avanzata rispetto al capitolo precedente, permettendo di avere una varietà di tattiche e opportunità in più per il giocatore.

### Costruzione di oggetti
Nel gioco vi sono più oggetti che possono essere costruiti e migliorati, per esempio impianti, granate e pacchetti medici. Oltre al tavolo da lavoro presente nella Ebon Hawk, il giocatore può operare su T3-M4, che funziona anche come laboratorio portatile per la creazione di utensili aggiornanti e spine informatiche, e sul Discepolo, che può agire come una stazione medica portatile.

### Influenza
Nel capitolo precedente, se il giocatore si comporta in maniera contraria all'allineamento del proprio compagno, riceve un rimprovero verbale con poche, quasi nulle, conseguenze. In questo capitolo è stato introdotto un sistema di influenza, permettendo di avere una maggiore profondità di gioco. L'influenza che il giocatore possiede su un personaggio può determinare l'accessibilità a diversi "nodi" nella storia principale e al miglioramento di diverse caratteristiche in termini di abilità dei personaggi.
L'influenza si può guadagnare compiendo azioni considerate "appropriate" dal personaggio. Per personaggi orientati verso il Lato Chiaro (il bene) un'azione appropriata potrebbe essere il salvare la vita di qualcuno, mentre per altri orientati verso il Lato Oscuro (il male) potrebbe essere il compiere azioni violente. L'influenza viene persa in maniera simile, anche se la causa che provoca la perdita può non sempre apparire chiara.

### Addestramento Jedi/Sith
In aggiunta al sistema di influenza, uno dei miglioramenti del gioco rispetto al precedente è la possibilità di addestrare alcuni compagni nell'uso della Forza. Con l'eccezione dei tre droidi, Canderous Ordo, e Hanharr, ogni compagno può essere promosso di classe e diventare uno Jedi. Anche se i personaggi migliorati non hanno la stessa potenza dell'Esule Jedi, Kreia, o Visas Marr, diventano consistentemente guerrieri migliori. Per esempio la Servitrice può diventare molto potente come Guardiano Jedi.
Addestrare un personaggio richiede una buona dose di punti influenza, per questo motivo molti giocatori hanno terminato il gioco senza sapere dell'esistenza di questa possibilità.
I personaggi possono essere addestrati sia seguendo il Lato Chiaro che il Lato Oscuro. 
Se il protagonista è di allineamento oscuro, può far addestrare i compagni nelle vie del lato oscuro.
- Atton può diventare una Sentinella Jedi/Sentinella Sith
- Bao-Dur può diventare un Guardiano Jedi/Guerriero Sith
- La Servitrice può diventare un Guardiano Jedi/Guerriero sith
- Il Discepolo può diventare un Console Jedi/Console Sith
- Mira può diventare una Sentinella Jedi/Sentinella Sith

### Classi iniziali del giocatore
Sono impostabili alla creazione del personaggio.
- Guardiano Jedi ha abilità superiore in combattimento e maggiore resistenza, meno Forza, permette di selezionare più talenti da combattimento quando si sale di livello
- Sentinella Jedi ha un bilanciamento tra combattimento, resistenza e Forza, ha inoltre la preziosa abilità di essere immune allo stordimento, alla paura e alla stasi, con un alto bonus iniziale sui tiri di salvezza
- Console Jedi ha abilità superiore nella Forza e minore resistenza, permette di selezionare fino a un massimo di 3 poteri quando si sale di livello

### Classi di prestigio
Sono impostabili quando il personaggio raggiunge il livello 15 e chiede a Kreia di intensificare l'addestramento.
Allineamento Chiaro
- Maestro d'Armi Jedi riflette il Guardiano Jedi, maestri nell'arte delle armi da combattimento
- Custode Jedi riflette la Sentinella Jedi, preservando reliquie dei Jedi e servendo come guardiani dell'ordine
- Maestro Jedi riflette il Console Jedi, la figura ispiratoria nei Jedi responsabile dell'insegnamento.

Allineamento Oscuro
- Predatore Sith riflette il Guardiano Jedi , servendo come il maestro del combattimento nei Sith, pronto ad affrontare qualsiasi nemico con la sua spada laser ed usando il dolore per rafforzare la sua furia di battaglia
- Assassino Sith riflette la Sentinella Jedi, servendo come gli agenti furtivi del lato oscuro diventando più potenti in base a quanto più è forte la loro preda nella forza
- Signore dei Sith riflette il Console Jedi, servendo come il vero leader nei Sith, assicurandosi la lealtà di coloro che gli obbediscono, o quelli che si oppongono a lui.

## Sviluppo
Il gioco è il seguito diretto di Star Wars: Knights of the Old Republic prodotto da BioWare. La casa canadese era occupata nello sviluppo di Jade Empire e delle sue proprietà intellettuali, e LucasArts scelse Obsidian Entertainment sotto consiglio di BioWare per realizzare The Sith Lords. Lo sviluppo del gioco iniziò durante la distribuzione della versione per Xbox di Knights of the Old Republic.
The Sith Lords è stato costruito con una versione aggiornata del motore grafico Odissey engine utilizzato per lo sviluppo di Knights of the Old Republic, che Obsidian ha ottenuto in licenza da BioWare. La casa canadese ha anche fornito assistenza tecnica agli sviluppatori californiani. Tra le nuove caratteristiche implementate vi sono un maggior numero di animazioni delle scene di combattimento.
Obsidian Entertainment ha lasciato da parte molto materiale e risorse nella versione per PC, materiale che avrebbe dovuto essere stato usato per creare diverse scene tagliate dalla trama, con incluse sequenze animate e file audio.
Il produttore Chris Avellone, in una intervista svolta dopo la pubblicazione del gioco, ha dichiarato che avrebbe voluto che "ci fosse stato più tempo" per lavorare sullo sviluppo del gioco, e che diverse parti della storia – tra cui un il pianeta abitato da droidi M4-78 – sono state messe da parte.
Il materiale creato ma non implementato nel gioco è rimasto nei file sorgente disponibili.

### Contenuti tagliati
Una parte della trama del gioco è stata tagliata per motivi di tempo imposti da Lucasarts che volle commercializzare il gioco per l'autunno 2004
È stato in seguito sviluppato da alcuni modders un apposito MOD per riportare nel gioco la maggior parte del contenuto tagliato ("cut content").
- I genoharadan su Nar Shaddaa, e il loro capo Dessicus, dovevano trovarsi nel secondo livello del Jekk'Jekk Tarr invece che Visquis e gli Ubesi.
- Kaevee sarebbe dovuta trovarsi nella enclave Jedi di Dantooine. Le missioni aggiuntive riguardano il personaggio e gli animali laigrek che infestano la zona.
- Peragus avrebbe dovuto essere stato il sottosuolo di Telos IV ed Mira avrebbe dovuto essere un minatore che l'esule avrebbe potuto salvare o uccidere.
- M4-78, un pianeta completamente abitato da droidi, avrebbe dovuto sviluppare missioni riguardanti parti del gioco in seguito frammentate sui diversi altri pianeti.
  - Lonna Vash e il suo allievo Kaah Ohtok dovevano essere su M4-78, vivi, invece che su Korriban, con relative missioni da risolvere.
  - La fabbrica dei droidi HK su Telos, gestita da G0-T0 per produrre i droidi assassini. HK-47 avrebbe dovuto avere un ruolo importante all'interno della fabbrica, prendendo il controllo dei droidi prodotti e mandandoli contro il loro capo su Malachor V.
- Lo scontro tra il droide remoto di Bao-Dur e G0-T0 su Malachor V, in cui HK-47 e gli altri HK avrebbero distrutto G0-T0 (o il Remoto se il giocatore era allineato al lato oscuro).
- Il giocatore (l'Esule Jedi) doveva essere "ucciso" da Kreia su Dantooine dopo il raduno dei Maestri Jedi se Lato Oscuro, con una scena che vede Kreia fuggire verso Telos sulla Ebon Hawk senza il giocatore. Il giocatore avrebbe dovuto prendere un mezzo di trasporto alternativo per giungere su Telos.
- Un confronto tra Darth Nihilus e Darth Sion dopo la sua presunta "morte" per l'esplosione della base dei Genoharadan.
- Una registrazione nascosta di T3-M4 che spiegava cosa accadde a Canderous Ordo prima che Revan lasciò lo spazio noto, variando dall'allineamento di Revan:
- Allineamento Oscuro: Darth Revan rise alla proposta di Canderous di venire con lui e ruppe la sua volontà torturandolo e lasciandolo morente dopo avergli rivelato la verità sulle guerre mandaloriane.
- Allineamento Chiaro: Revan rifiutò la proposta di Canderous di venire con lui, assegnandogli la missione di raggruppare i clan mandaloriani per un'altra guerra, rivelandogli cosa aveva capito durante le guerre mandaloriane.
- L'aspetto reale di Mandalore senza maschera, rivelando Canderous Ordo da KOTOR 1 con una barba lunga.
- L'amante del giocatore (Atton Rand/Brianna) avrebbe dovuto affrontare il rivale (Mical/Visas Marr) su Malachor nel caso avesse avuto pochi punti di influenza.
- Altre abilità dei personaggi, come la possibilità per Bao-Dur di aggiornare i droidi, l'addestramento di HK-47 con le armi da fuoco, l'addestramento di Visas con la spada laser, l'addestramento dei poteri della Forza con Kreia, e lo studio di un holocron con il Discepolo, non sono stati sviluppati.
- la possibilità di addestrare ai propri compagni Jedi\Sith i stili di spada laser imparati
- la possibilità di cercare Holocron e studiarli
- Atris avrebbe dovuto diventare membro del gruppo (dimostrata da una portrait rimasta nei file del gioco)
- se l'Esule fosse stato allineato al lato chiaro, Kreia si sarebbe redenta proteggendo l'Esule da un colpo letale di Atris, che sarebbe diventata la signora dell'inganno al posto suo, recandosi successivamente a Malachor per diventare il nemico finale (parte di questo si può vedere nella visione della caverna segreta di Korriban e dai modelli di Atris in vesti Sith ancora rimasti nel gioco).
- Una scena dove Hanrrar avrebbe salvato l'Esule dalla distruzione di Malachor V lanciandolo sull'Ebon Hawk (Questa scena è ispirata probabilmente alla morte di Chewbecca per salvare Anakin Solo)
- Il confronto finale tra i membri del gruppo del giocatore (Visas, Atton, Mira, Mical o Brianna in base al sesso del giocatore) e Darth Traya (Kreia o Atris).
- Brianna avrebbe dovuto avere un aspetto diverso dalle sue sorelle(dimostrato dai concept art)
- Una scena dove Sion avrebbe avvisato Traya dell'arrivo dell'Esule
- numerose scene sull'Ebon Hawk come Atton che gioca a Pazaak con T3-M4, la tortura di un HK-50 da parte di HK-47.
- Il combattimento tra Atton e Darth Sion, che se avesse perso avrebbe condotto alla sua confessione d'amore all'esule femmina morendo poco dopo, oppure una conversazione casuale nel caso avesse vinto.
- Diverse sezioni dell'Accademia Trayus sono state rimosse (i segni sulla mappa sono ancora visibili) come la prigione.
- Una scena con Visas e Mandalore che camminano e parlano assieme su Malachor V.
- Una scena sul Ravager che doveva apparire dopo la morte di Darth Nihilus, dove Mandalore sarebbe stato investito da un'esplosione, Visas si sarebbe avvicinata chiamandolo per il suo vero nome (Canderous Ordo) e curandolo. Mandalore gli avrebbe raccontato di quello che Revan disse a lui prima di andarsene, variando a seconda dell'allineamento di Revan.

### Musica e filmati
Oltre alle patch per risolvere diversi problemi interni al gioco, Obsidian ha pubblicato due pacchetti migliorativi che correggono la qualità della musica e delle sequenze cinematiche. L'upgrade per le cinematiche migliora la qualità dei filmati portandoli da una risoluzione di 640x272 a 1600x680.
In ogni caso, il monitor dell'utente deve essere capace di visualizzare una risoluzione pari a 1600x1200 pixel, altrimenti i filmati verranno mostrati alla risoluzione originale di 640x272.
La colonna sonora del gioco è codificata in file MP3 a una frequenza di 10,9 kHz mono. La musica quindi non presenta i toni alti relativi alle frequenze più elevate, in quanto eliminate dal filtraggio. Obsidian ha pubblicato un pacchetto aggiuntivo per la musica, codificata in alta qualità stereo.